# Human Reproduction
Human Reproduction, abgekürzt Hum. Reprod., ist eine wissenschaftliche Fachzeitschrift, die vom Verlag Oxford-University-Press im Auftrag der European Society of Human Reproduction and Embryology veröffentlicht wird. Derzeit erscheint die Zeitschrift mit zwölf Ausgaben im Jahr. Es werden Arbeiten aus allen Bereichen der Reproduktionsphysiologie und -pathologie veröffentlicht.
Der Impact Factor lag im Jahr 2016 bei 5,020. Nach der Statistik des ISI Web of Knowledge wird das Journal mit diesem Impact Factor in der Kategorie Geburtshilfe und Gynäkologie an fünfter Stelle von 79 Zeitschriften und in der Kategorie Reproduktionsbiologie an zweiter Stelle von 30 Zeitschriften geführt.